# Pterolophia fulva
Pterolophia fulva är en skalbaggsart som beskrevs av Stefan von Breuning 1938. Pterolophia fulva ingår i släktet Pterolophia och familjen långhorningar.
Artens utbredningsområde är Sulawesi. Inga underarter finns listade i Catalogue of Life.